# 白点病

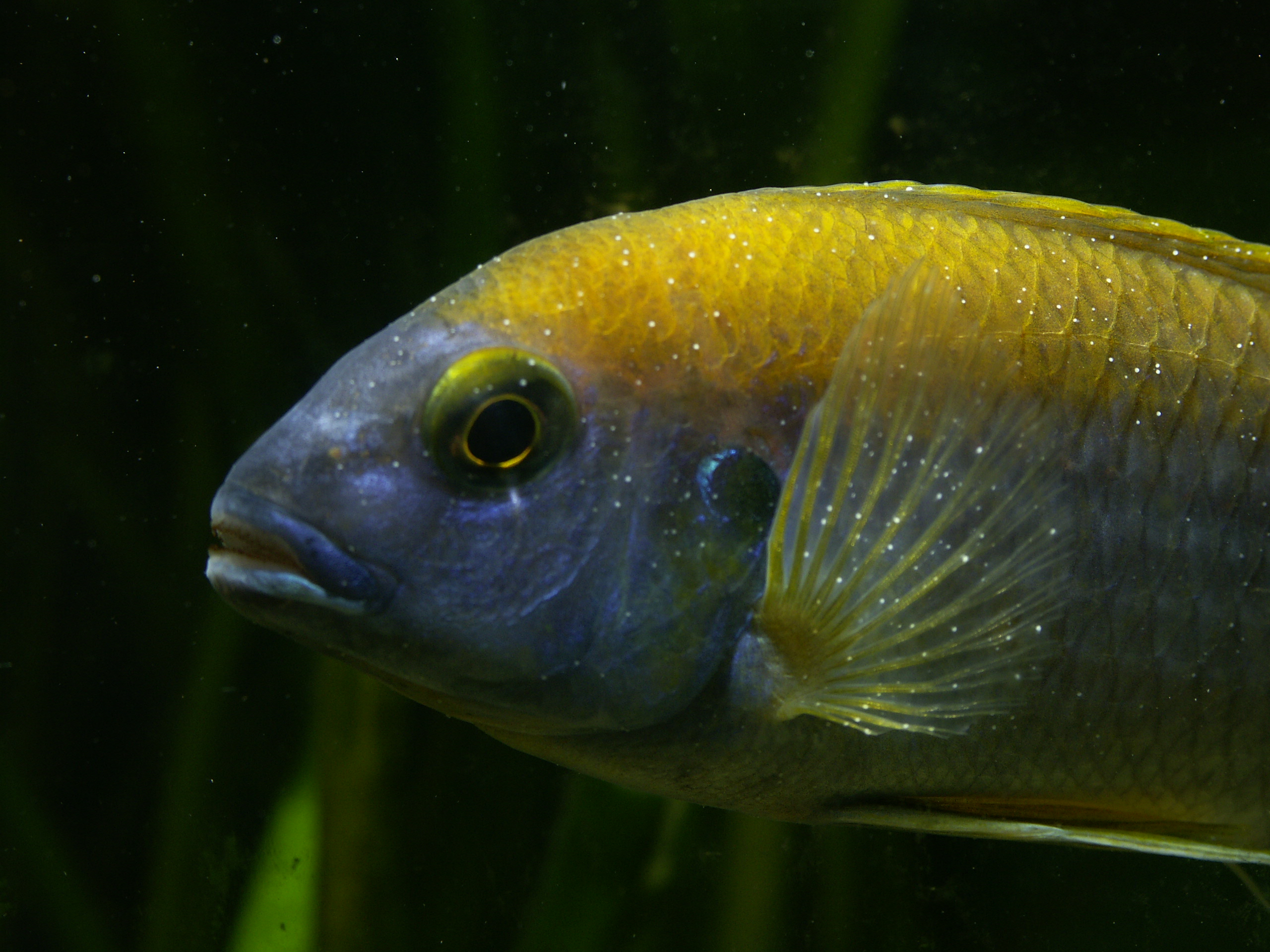
白点病を発症したシクリッド Ichthyophthirius multifiliis の寄生による。

白点病（はくてんびょう、英: white spot disease）は、魚の体が白い点で覆われてしまう病気である。観賞魚が発病する代表的な病気の一つ。自然界にも存在するが、水槽など閉鎖的な環境において問題となることが多い。また、淡水、海水両方において発生する病気であるが、症状が類似しているだけであり、原因となる病原虫も対処法も異なるので注意を要する。

## 淡水性白点病

### 概要
繊毛虫の一種であるハクテンチュウ（Ichthyophthirius multifiliis、俗称で「イック」とも。）の寄生によって発症する。海水魚の白点病と区別するためにイクチオフチリウス症と呼ばれる場合もある。寄生によりホロント (phoront) となりさらに成虫になると宿主の個体を離れシスト化（被嚢）し、水中あるいは底砂で分裂による増殖をし、遊走子 (theront) が再び寄生するというサイクルを繰り返す。この遊走子の大きさは 0.03-0.05mm と極めて小さく、肉眼で確認することはできない。寄生できなかった遊走子は5時間前後で弱体化をはじめ、20時間前後で感染力を失い、48時間で死滅する。発生のメカニズムについては不明な点も多いが、閉鎖的な環境においては外部から持ち込まれることによって増殖することが多い。シスト化したものは条件が整うまで休眠状態を維持することも知られている。
寄生する場所は上皮内であり、体液などを摂取しつつ繊毛運動を行うため、宿主の個体は痒がり、水草、石などに体表を擦りつける。感染初期には白点を目視することができないが、魚が体表をこすりつけたり体を小刻みに震わせる動作をしている時は感染している可能性が高い。宿主に寄生後数時間から数日で病状が進行するとヒレや体表に白い点を生じ、特に鰓に寄生されると呼吸困難により死亡する場合がある。
ハクテンチュウは25℃以下の低水温を好むため、30℃以上の水温で飼育する熱帯魚の場合は、ほぼ発病しない。また、ハクテンチュウはどの環境においても発生・存在し得るが、そこにいる魚が必ずしも白点病になるわけではない。水槽などの閉鎖的な環境下では、魚体に集中的に感染することで魚が衰弱あるいは機能障害をきたすため問題となる。自然界においては集中的に寄生することがほとんどないため、ハクテンチュウの寄生それ自体が問題を引き起こすケースは稀である。従って、魚の密度が高いほど、また小型の水槽ほど感染のリスクが高くなる。また水槽に移入した直後や水温や水質の急激な変化に基因するストレスによって体表の粘膜が荒れているときは特に感染しやすい。
なお、本種の呼称として「ウオノカイセンチュウ」が流布しているが、「ウオノカイセンチュウ」という名称を使用している学術的文献は存在しない。

### 対処方法
ハクテンチュウは上記の生活サイクルのため、体表内に生息する時期とシスト化している時期には薬物耐性が強い。宿主の体を離れシスト化するまでの時期と、再度寄生するために浮遊する時期の投薬が効果的である。通常上記サイクルは4日から5日程度のため、その間に2度効果のある時期が来ることになる。体表から白点が消えたとしても、単に宿主の体を離れて底砂や水中に移っただけで再度寄生される恐れがあり完治したわけではないのでその点注意する必要がある。
投薬に際しては、重症な個体または死魚を取り除き、水換えを行い、特に底砂などはよく洗い排水する。その後薬品を投与する。これを4日毎に繰り返す。薬品の投与は魚の耐性を見極めながら行う必要がある。完全に死滅させることは実質的に困難であることから、病原虫の密度を減らし集中的に感染することを防ぐことが重要である。
薬品はメチレンブルー、マラカイトグリーンなどを使用するが、メチレンブルーは水草に毒性が強く枯らしてしまうので水草も観賞している水槽には使えないので、こうした水槽は魚を出して魚をメチレンブルー、水草は過マンガン酸カリ溶液で別々に消毒する手段がある。魚と水草を一緒に消毒する場合はキニーネ（の硫酸塩か塩酸塩）を使う手段があるが、水草には害がないものの初回で失敗するとハクテンチュウに耐性ができてキニーネで治らなくなる場合がある。
なお、どの薬品の場合も水温を上げると白点病の成熟が早まり、宿主の体を離れる（＝薬品に弱くなる）間隔が短くなるので薬品でダメージを与えやすくなるので有効である。紫外線殺菌灯の使用も一定の効果があるがあまり長く照射していると魚が火傷し死ぬ（一回に5分から10分ぐらいが限度）他、ガラスを通過できないのでガラス蓋をとるなどの注意がいる。
0.5パーセント塩水浴の治療も効果がある。また、ハクテンチュウは比較的大きいため、フェルト生地など目の細かいフィルターで濾すだけでも除去効果がある。

## 海水性白点病

### 概要
繊毛虫の一種であるシオミズハクテンチュウ（Cryptocaryon irritans）の寄生によって発症する。淡水魚の白点病と区別するためにクリプトカリオン症と呼ばれる場合もある。寄生により成長すると宿主の個体を離れシスト化し、水中あるいは底砂で分裂による増殖をし、再び寄生するというサイクルを繰り返すことは淡水性と同様である。
シオミズハクテンチュウは25℃から30℃の高水温を好むため、淡水性白点病の対処法を採るとかえって繁殖する危険性がある。

### 対処方法
生け簀で養殖されている海水魚の場合は潮流の速い生け簀へ移動させる。あるいは水槽内のホルマリン濃度を 30ppm に維持する。
硫酸銅による治療
硫酸銅を用い溶けた銅イオンにて病原虫を殺虫してしまう方法。水族館やアクアリウム等の閉鎖的水槽環境においては最も有効かつ即効性がある、しかし白点の病原虫だけを選択し殺虫しているわけでは無い為に無脊椎動物等も殺虫してしまう。
マラカイトグリーンによる治療
海水性白点病に対しても、マラカイトグリーンによる治療は効果がある。即効性を有している反面、持続性はなく効果時間が短い。従って魚に付いた白点病が進行している場合は有用ではあるが、魚の表皮から剥離している病原虫や卵には効果はほとんどないと考えられる。マラカイトグリーンの効果が切れると白点病は再発する。従ってこの方法での治癒の可能性は低い。
これらの薬品による治療は水槽において飼育水槽とは別の水槽において実施するべきであり、発病が認められた水槽は可能であれば6週から9週の間（長ければ長い期間ほど良い）魚をいれてはならないとされる。なお、メチレンブルーは海水条件下では使用不可。